# Mariä Himmelfahrt (Haag)

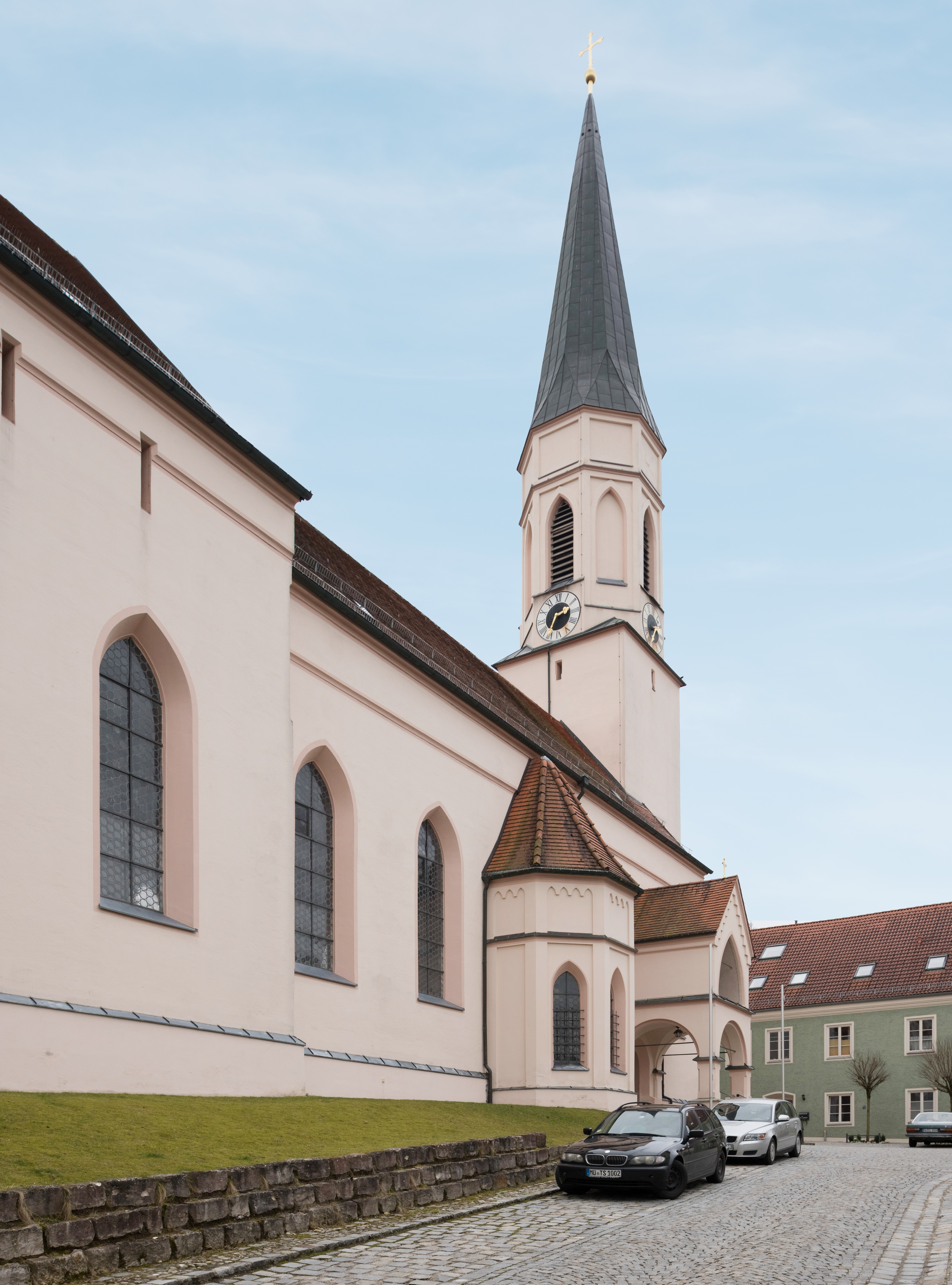
Pfarrkirche Mariä Himmelfahrt

Mariä Himmelfahrt ist eine katholische Pfarrkirche in Haag in Oberbayern und gehört zum Dekanat Waldkraiburg. Seit 1990 bildet sie mit der Pfarrei St. Katharina in Oberndorf den Pfarrverband und ist der Erzdiözese München und Freising zugeordnet. Das Patroziniumsfest der Haager Pfarrkirche ist das kirchliche Hochfest der Aufnahme der Gottesmutter Maria in den Himmel.

## Lage

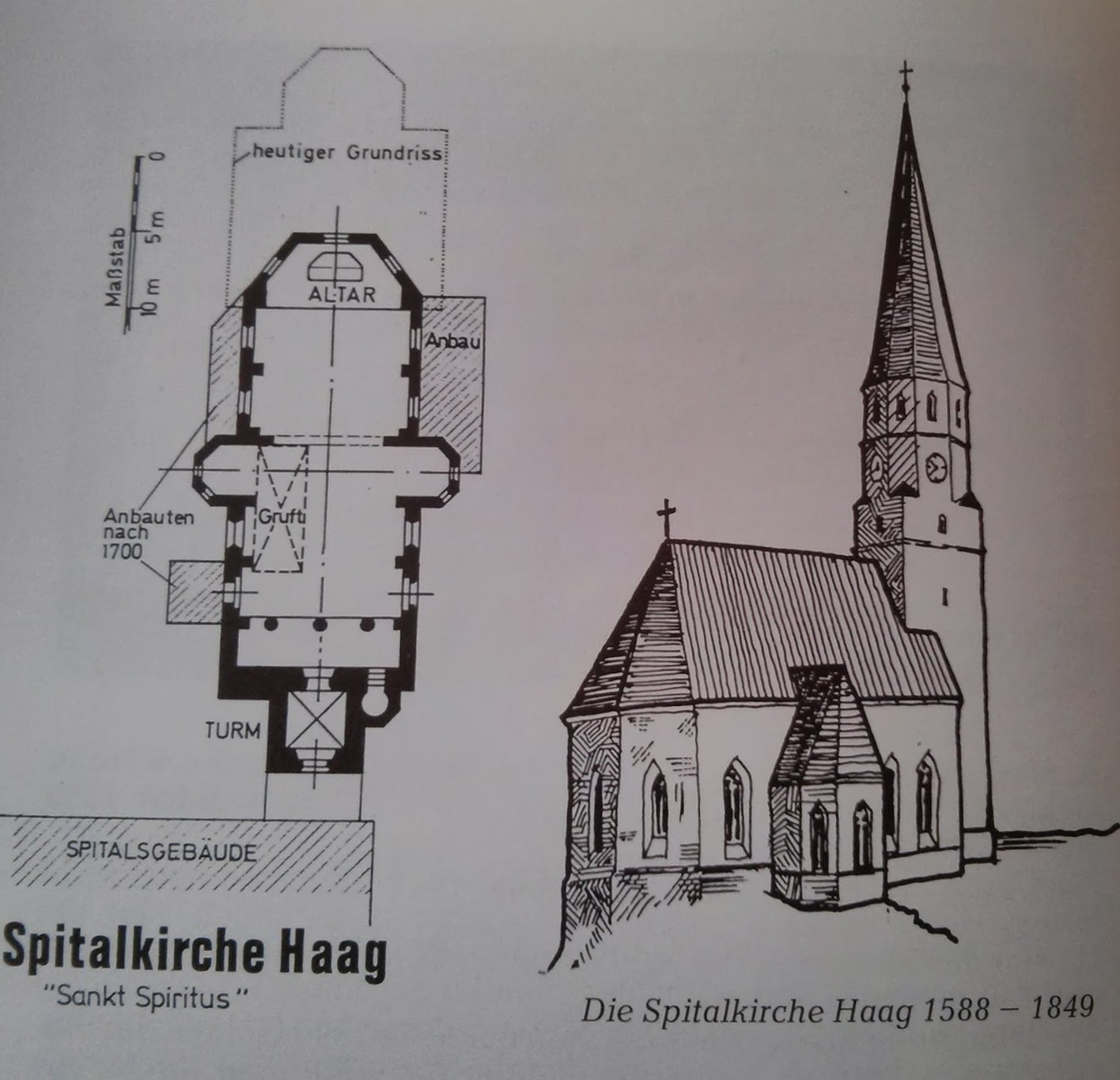
Grundriss der Kirche vor 1849

Östlich von München liegt die Marktgemeinde Haag im Landkreis Mühldorf am Inn. Zu Füßen der Burganlage in Haag i. OB liegt die Pfarrkirche Mariä Himmelfahrt.

## Geschichte
Um 1315 wird eine Schloss-Kapelle erstmals erwähnt, die dem hl. Johannes dem Täufer geweiht war.
1584 erfolgte die Gründung des Heilig-Geist-Spitals gemäß dem Testament von Gräfin Kunigunde (ehemals Gebäude neben der heutigen Pfarrkirche – jetzt Bürgerheim St. Kunigund in der Weinsteigerstraße). In den Jahren 1584 bis 1588 wurde die Haager Kirche als Spitalkirche im spätgotischen Stil errichtet (Kirchturm 1594), seit ihrer Fertigstellung im Jahre 1607 bestand ein Schlossbenefizium mit eigenem Priester (Kaspar Preutl aus Kirchdorf).
Im Jahr 1715 wurde ein Benefizium für Spital und Spitalkirche errichtet. Die Pfarrei Kirchdorf mit allen Filialen (Haag, Maitenbeth, Lengmoos, Ramsau) wurde 1738 unter das Chorrenstift St. Wolfgang unterstellt.

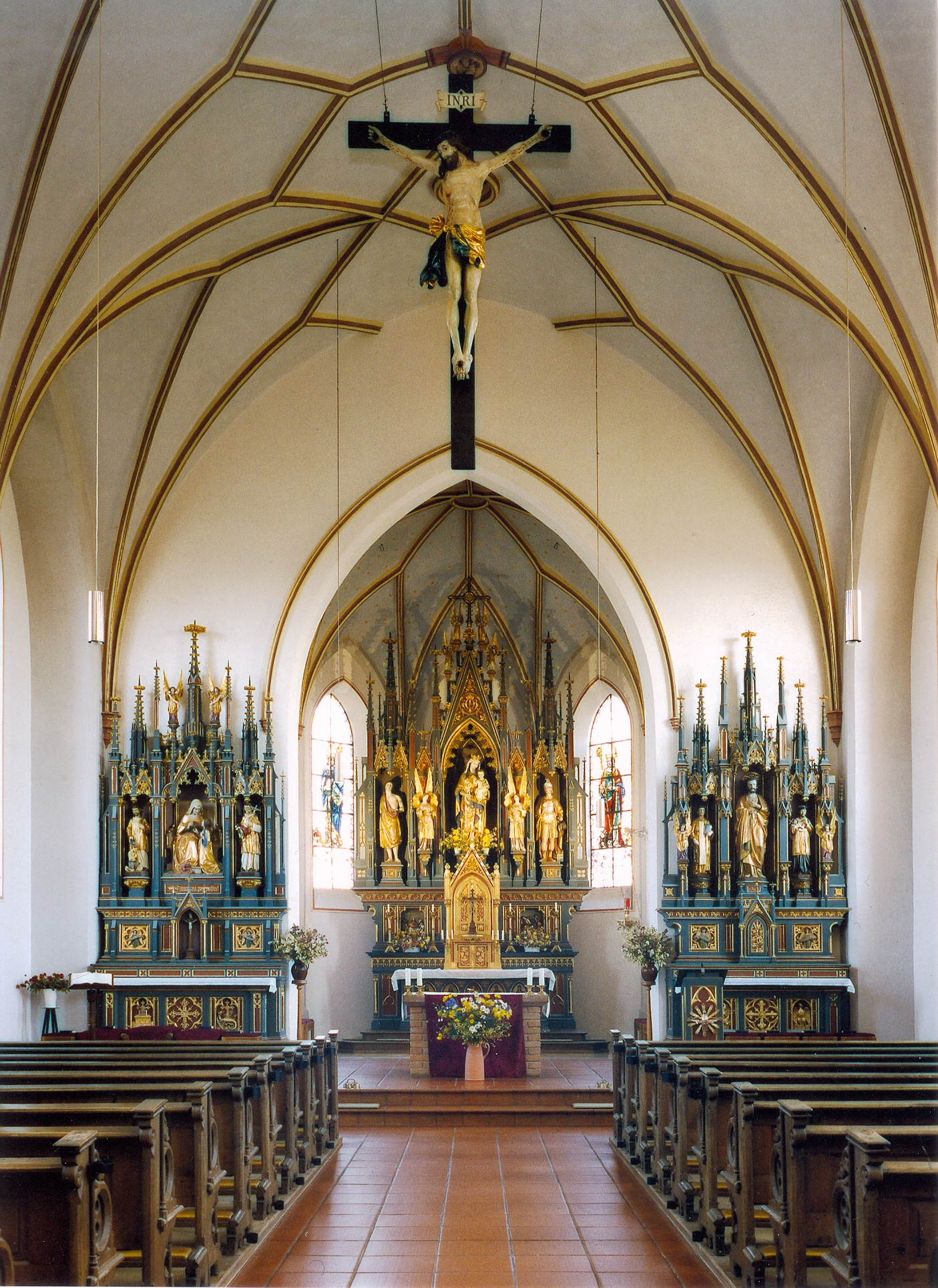
Innenraum der Kirche

Infolge der Säkularisation wurden um 1802 Burg und Schloss-Kapelle abgerissen. 1808 folgte die Abtrennung der Filiale Haag von der Mutterpfarrei Kirchdorf: Haag wurde eine selbständige Pfarrei mit Aichach, Altdorf, Joppenpoint, Lerchenberg, Reith, Starnhülmühle, Sandgrub und Weyermühle. Die Gründung der Pfarrei Haag erfolgte am 20. November 1808. Erster Pfarrer war Vinzenz Stichaner, ein Benediktiner aus Andechs. Die ehemalige Spitalkirche wurde damit Pfarrkirche. Der Friedhof wurde 1813 eingeweiht und erhielt im Jahre 1830 seine Friedhofskapelle.
Beim großen Brand in Haag am 14. Juli 1849 brannte die Pfarrkirche bis auf das Mauerwerk ab. Im Zuge des Wiederaufbaus bis 1853 erhielt sie einen neuen, das Langhaus überragenden östlichen Anbau. 1953 bis 1977 wurde der Altarraum für die erneuerte Liturgie umgestaltet, ein neuer Zelebrationsaltar aufgebaut und die nicht mehr benötigte Kanzel abgebaut.
2000 begannen erneut die Renovierungsarbeiten an und in der Pfarrkirche mit Wiedererrichtung der beiden Seitenaltäre. Im Jahr 2003 fand die Feier des 150. Jahrestags der Wiedereinweihung der Pfarrkirche nach dem großen Brand statt, gleichzeitig der Teilabschluss der Renovierungsarbeiten im vorderen Teil der Kirche. Alle Renovierungsarbeiten an der Kirche fanden 2007/2008 ihren Abschluss. 2015 wurde die Alfred-Führer-Orgel eingeweiht.

## Beschreibung
Als Spitalkirche entstand dieser einschiffige Bau Ende des 16. Jahrhunderts im spätgotischen Stil, der aber mit seinen Wandpfeilern schon barocke Züge trägt. Als ein großer Brand 1849 auch die Kirche in Flammen setzte und das gesamte Inventar zerstörte, entschieden sich die Haager für eine Verlängerung ihres alten Gotteshauses und richteten es im neugotischen Stil wieder ein.
Das Kirchenschiff ist relativ schmal, der kleine Altarraum und der vordere Teil des Langhauses gehören zu dem neugotischen Bauteil, der hintere Abschnitt des Kirchenschiffs besitzt noch das Mauerwerk der ursprünglichen, spätgotischen Kirche. Daran schließen sich die völlig neugotisch umgestalteten Seitenkapellen an. Ein stark eingezogener Chorbogen trennt den vorderen Teil der Kirche von dem Langhaus der ursprünglichen Kirche.

## Ausstattung

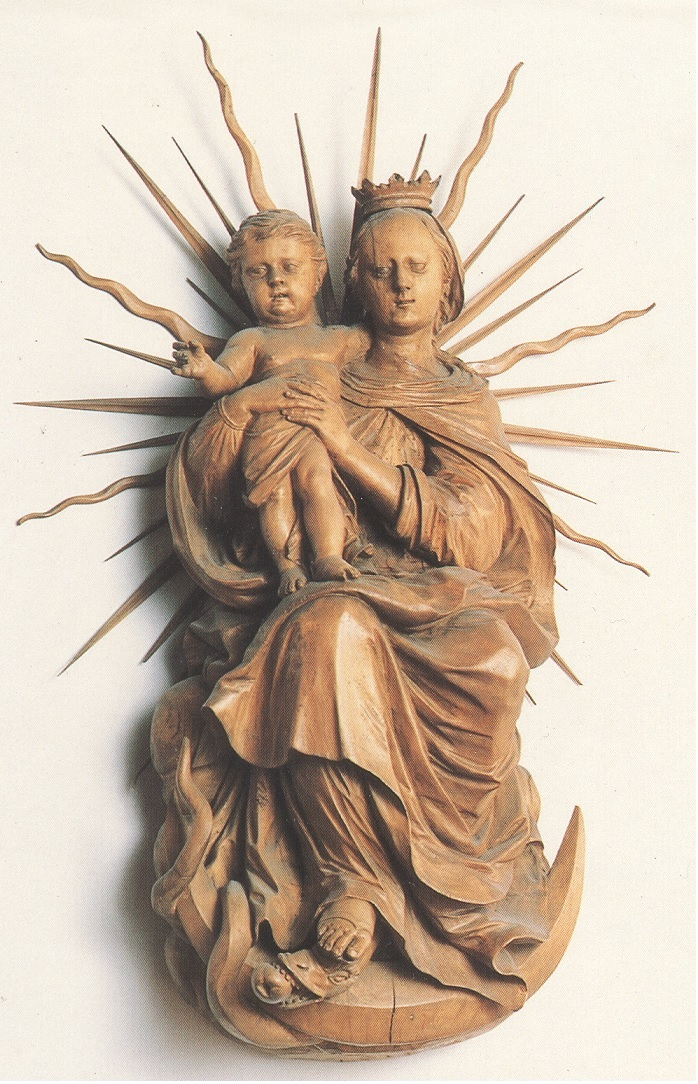
Maria mit Jesuskind

Der Hochaltar stammt aus dem Jahr 1879. In der großen Mittelnische befindet sich die lebensgroße Figur der Muttergottes mit dem segnenden Jesuskind auf dem linken Arm; in den Seitennischen die Skulpturen des heiligen Florian und des heiligen Sebastian. Zwischen diesen Figuren befindet sich je ein Engel. Im Unterbau des Altars, beiderseits des vergoldeten, mit den Motiven von Brot und Wein (Ähre und Traube) verzierten Tabernakels sind Reliefbilder des Abendmahls und des Einzugs ins Gelobte Land zu sehen. In der Mitte des nördlichen Seitenaltars ist die heilige Anna mit der zu ihren Füßen knienden Tochter Maria, links von ihr die Figur des heiligen Franz Xaver, rechts des heiligen Aloisius zu finden.
Davor steht an der Nordwand eine kleine Chororgel. Im südlichen Seitenaltar befinden sich drei Heiligenfiguren: in der Mitte: hl. Joseph, links der heilige Leonhard, rechts Johannes Nepomuk, dazwischen je ein Engel. Der Zelebrationsaltar ist ein massiver „gotischer Steinaltar“ aus handgebrannten Ziegeln, mit einer Marmorplatte. Die Kreuzwegtafeln: Holzreliefs in kräftigen Farbtönen stellen auf goldgekörntem Hintergrund den Leidensweg Jesu nach Golgota dar. Im Gewölbe des Kirchenschiffs hängt das große Kreuz mit der lebensgroßen Gestalt Jesu. In der südlichen Seitenkapelle befindet sich die ausdrucksstarke Gestalt des gegeißelten und dornengekrönten Heilands (Ecce homo). Der Taufstein in dieser Kapelle ist neueren Datums: in die Wand des achtseitigen Beckens aus hellem Marmor sind biblische Szenen (Paradies, Austreibung aus dem Paradies, Rebstock, Osterlamm, Taufe Jesu) und Texte der Taufliturgie eingemeißelt. An der Wand der nördlichen Seitenkapelle befinden sich die Ölbergfiguren, die in der Grotte an der Außenwand der Kirche den Brand heil überstanden haben. Diese Kapelle wird im Laufe des Kirchenjahres mehrmals umgestaltet. An den beiden Wänden des Langhauses stehen zwei neogotische Beichtstühle.
Unter der Orgelempore, in einer Nische an der Südwand des Schiffes, hängt die Figur der auf Gewölk thronenden Maria mit Jesuskind in den Händen. An der Nordwand unter der Orgelempore befindet sich eine große Steintafel mit der Darstellung der Muttergottes mit ausgebreiteten Armen, darunter die Namen der im Ersten und Zweiten Weltkrieg Gefallenen der Haager Pfarrei mit der Inschrift: „Die Gefallenen mahnen uns zum Frieden“, die um 1960 angebracht wurde.
An den Säulen sieht man zwei Heiligenfiguren: links den heiligen Franziskus, rechts den heiligen Antonius. Der große spätgotische Kirchturm steht in der Mittelachse der Kirche, der Oberbau ist barock mit Spitzhelm gestaltet und 52 Meter hoch. Die Kirchturmuhr mit doppeltem Stundenschlag ist eine Rarität.

## Orgel

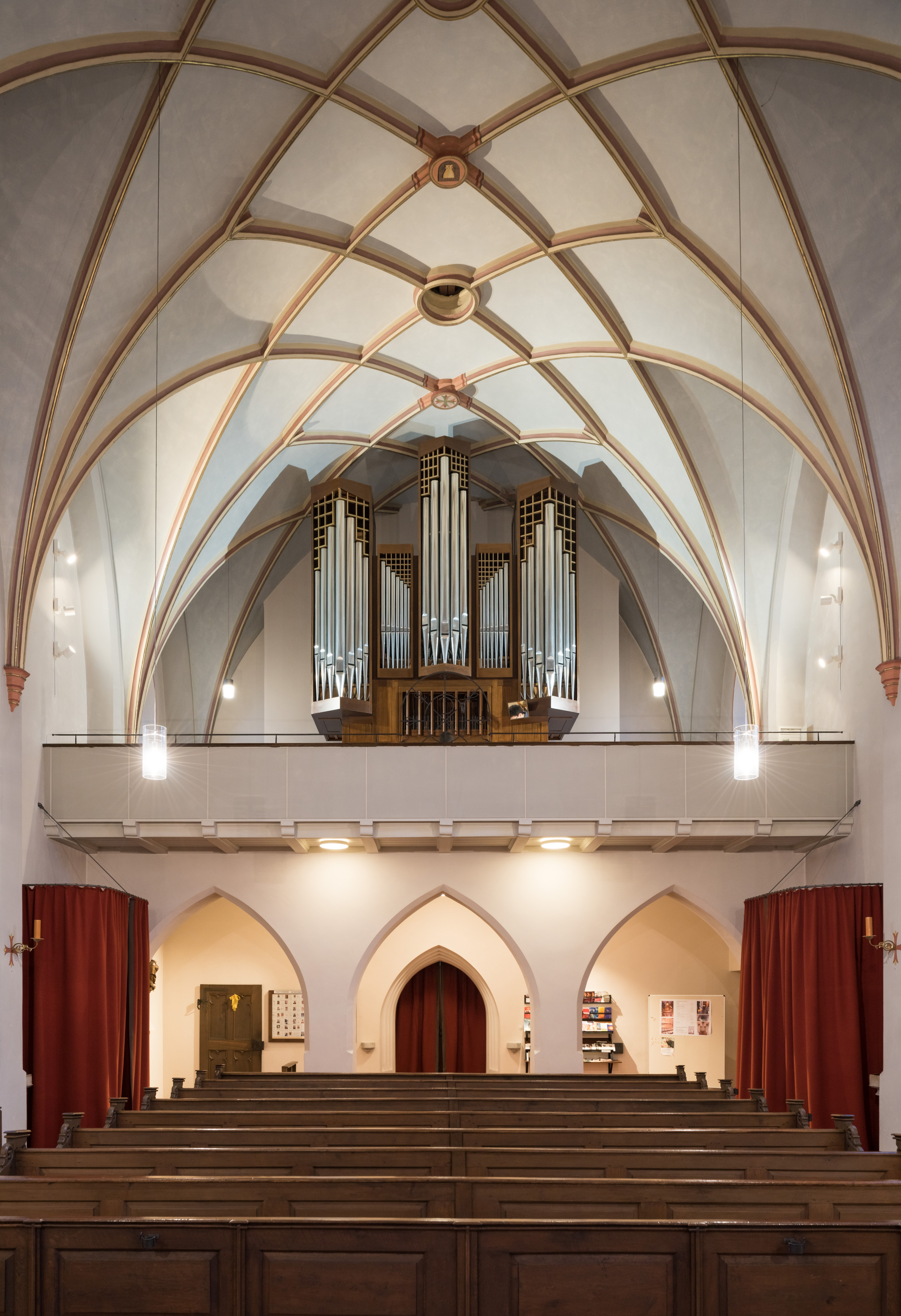
Chorempore der Kirche

Die Orgel der Kirche wurde 1990 von der Firma Alfred Führer ursprünglich für die Gemeinde St. Peter und Paul in Urbar bei Koblenz gebaut. Sie ist ein dreimanualiges Instrument mit Schleifladen und mechanischer Traktur. Das erste Manual dient als Koppelmanual. 2015 kaufte die Pfarrei dieses Instrument und translozierte es nach Haag i. OB. Die Disposition lautet wie folgt:
| II Hauptwerk C–g3 |              |       |
| 1.                | Prinzipal    | 8′    |
| 2.                | Rohrflöte    | 8′    |
| 3.                | Oktave       | 4′    |
| 4.                | Gedacktflöte | 4′    |
| 5.                | Oktave       | 2′    |
| 6.                | Mixtur IV–V  | 1 ⁄3′ |
| 7.                | Trompete     | 8′    |

| III Schwellwerk C–g3 |                           |       |
| 8.                   | Bordun                    | 8′    |
| 9.                   | Blockflöte                | 4′    |
|                      | Nasard (aus Sesquialtera) | 2 ⁄3′ |
| 10.                  | Waldflöte                 | 2′    |
| 11.                  | Sifflöte                  | 1′    |
| 12.                  | Sesquialtera II           | 2 ⁄3′ |
| 13.                  | Krummhorn                 | 8′    |
|                      | Tremulant                 |       |

| Pedal C–f1 |           |     |
| 14.        | Subbaß    | 16′ |
| 15.        | Offenbaß  | 8′  |
| 16.        | Choralbaß | 4′  |
| 17.        | Fagott    | 16′ |

- Koppeln: II/P, III/P
- Spielhilfe: Kollektivttritt als feste Kombination, der die Hauptwerksregister Principal 8′, Oktave 4′, Oktave 2′ und die Pedalregister Offenbaß 8′ und Choralbaß 4′ an- bzw. abschaltet.

## Glocken
Im Glockenstuhl hängt das vierstimmige Geläut, das auf die Melodie des Gloriaanfangs gestimmt ist.

## Pfarrer der Pfarrei Mariä Himmelfahrt
- 1808–1819: Vinzenz Stichaner
- 1820–1826: Franz Xaver Daliinger
- 1827–1831: Michael Wandner
- 1832–1836: Josef Waas
- 1836–1839: Jakob Hermann
- 1839–1842: Johann Georg Schmid
- 1842–1869: Christopher Unterauer
- 1869–1873: Johann Samuel Spanaus
- 1873–1886: Eduard Sterler
- 1887–1897: Johann Baptist Kopp
- 1898–1907: Joseph Eigelsperger
- 1907–1936: Anton Weinsteiger
- 1936–1949: Franz Gruber
- 1949–1955: Anton Pfäffl
- 1956–1971: Ludwig Schediwy
- 1971–1974: Georg Götz
- 1974–1987: Herbert Ziegenaus
- 1987–2011: Heinz Prechtl
- 2011–2012: Ulrich Bednara
- 2012–heute: Pawel Idkowiak